# Київська спеціалізована школа № 98
Ліцей № 98 міста Києва — це навчальний заклад із поглибленим вивченням англійської мови, математики та хімії і біології, який функціонує з 1966 року. Посаду директора обіймає Зайцева Ольга Петрівна. Особливостями Ліцею є співпраця з Міжнародною освітньою організацією Pearson, залучення носіїв мови з Великої Британії та США до навчально-виховного процесу, робота виїзного мовного табору, викладання англійської мови за автентичними підручниками.
У навчальному закладі працює 106 учителів, серед яких: Заслужений працівник освіти, 14 учителів із званням «Учитель-методист», 13 учителів із званням «Старший учитель», 39 учителів вищої категорії та 19 учителів I кваліфікаційної категорії. Школа має спеціалізовані навчальні кабінети, два комп'ютерні класи, бібліотеку, актову залу, дві спортивні зали, два кабінети психології, медичний кабінет, спортивні майданчики, сучасне футбольне поле, логопедичний кабінет та ін.
Під час війни в Україні (2014-сьогодення), героїчно загинуло 5 випускників Ліцею № 98, а саме Віктор Швець, Семен Обломей, Руслан Пісковий, Даниїл Євтушенко та Олександр Мєркушев.